# رطوبت خاک فعال و غیرفعال
رطوبت خاک فعال و غیرفعال (انگلیسی: Soil Moisture Active Passive) که به اختصار اسمپ (SMAP) نامیده می‌شود، ماهواره تحقیقات زیست‌محیطی ایالات متحده آمریکا است. این ماهواره در ۳۱ ژانویه ۲۰۱۵ به فضا پرتاب شد و یکی از نخستین ماهواره‌های دیدبانی زمین است که توسط ناسا در پاسخ به شورای ملی پژوهش ایالات متحده آمریکا توسعه یافته است.

## مأموریت
ماهواره اسمپ به اندازه‌گیری رطوبت سطحی خاک کره زمین با پوشش ۲ تا سه روزه می‌پردازد. اندازه‌گیری‌های رطوبتی اسمپ به همراه مدل‌های هیدرولوژیکی برای آگاهی از وضعیت رطوبت خاک مناطق مختلف زمین به‌کار می‌رود. این اندازه‌گیری‌ها دارای کابردهای علمی زیر است:
- شناخت فرایندهایی که منابع آب زمین، انرژی و چرخه کربن را به هم متصل می‌سازد.
- برآورد میزان شارش جهانی آب و انرژی در سطح زمین
- اندازه‌گیری میزان شارش کربن در چشم‌اندازهای رو به شمال
- بهبود توانایی پیش‌بینی‌های هواشناسی و اقلیم‌شناسی
- توسعه و بهبود قابلیت پیش‌بینی سیل و پایش خشک‌سالی

## ابزارهای اندازه‌گیری
ابزارهای دیدبانی اسمپ شامل فضاپیما و تجهیزاتی است که توسط راکت دلتا ۲ در مدار نزدیک قطبی خورشیدآهنگ قرار داده شده است. سامانه اندازه‌گیری اسمپ شامل رادیومتر (غیرفعال) و رادار دهانه ترکیبی (فعال) است که بازه باند ال (۱٫۲۰ تا ۱٫۴۱ گیگاهرتز) فعالیت می‌کنند.
سنجنده‌های فعال و غیرفعال این ماهواره قادر به سنجش رطوبت ۵ سانتی‌متر سطحی خاک با استفاده از پوشش گیاهی برای برآورد میزان رطوبت خاک هستند. ترکیب ابزارهای سنجش فعال و غیرفعال باعث شده تا این ماهواره از مزیت وضوح فضایی رادار و دقت سنجش رادیومتر بهره‌مند شود.

## جزئیات برنامه
پروژه اسمپ توسط آزمایشگاه پیشرانه جت با همکاری مرکز پروازهای فضایی گودارد برای ناسا مدیریت می‌شود.

## کاربردها
دیدبانی‌های ماهواره اسمپ در تشریح فرایندهای هیدرولوژیکی و زیست‌محیطی مؤثر در چرخه تبادل زمینی و جوی آب، انرژی و کربن به کار می‌رود. داده‌های اسمپ در هیدرولوژی، پیش‌بینی‌های هواشناسی و اقلیم‌شناسی، مدیریت منابع آب و کشاورزی مورد استفاده قرار می‌گیرد. همچنین در مدیریت مخاطراتی مانند آتش‌سوزی و سیلاب، مدیریت و پیشگیری از بیماری‌ها و سایر حوادث غیرمترقبه از داده‌های این ماهواره استفاده می‌شود.